# آرثر لويس (سياسي)
آرثر لويس (بالإنجليزية: Arthur Lewis)‏ هو سياسي أسترالي، ولد في 22 أبريل 1882 في ملبورن في أستراليا، وتوفي في 11 أبريل 1975. حزبياً، نشط في حزب العمال الأسترالي. وقد انتخب عضو مجلس النواب الأسترالي عن دائرة Division of Corio ‏ (12 أكتوبر 1929 – 19 ديسمبر 1931).